# 1518 în literatură
- 1517 în literatură — 1518 în literatură — 1519 în literatură

Anul 1518 în literatură a implicat o serie de evenimente semnificative. 

## Cărți noi

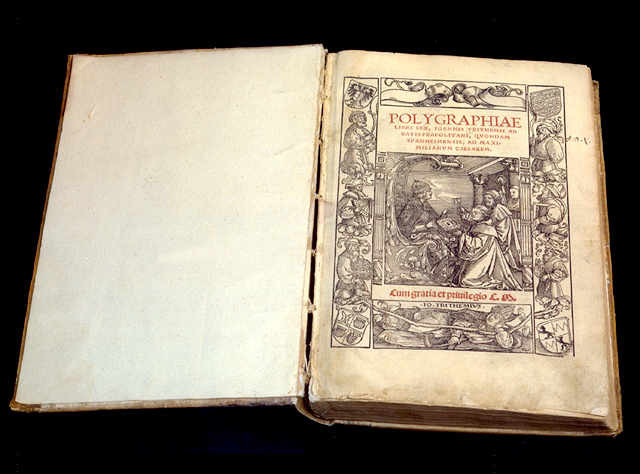
Polygraphia

- Johannes Trithemius publică romanul Polygraphia în Germania, primul tratat de criptografie.

## Eseuri
- Erasmus din Rotterdam - "Colloquia familiaria", ("Convorbiri familiare")

## Decese
Format:1518